# Kanal X
Der Kanal X war der einzige Piratenfernsehsender in der DDR. Die Idee dazu entstand bereits am Tag des Mauerfalls während einer Ausstellung von westdeutschen Künstlern in Leipzig. Daraufhin wurde von den Videokünstlern Ingo Günther und Norbert Meissner wie auch dem Kunsthistoriker Jörg Seyde das Konzept eines autonomen Fernsehsenders entwickelt, um Bürgerinitiativen und Oppositionsgruppen eine mediale Plattform zu bieten.
Der Sendebetrieb startete am 17. März 1990, einen Tag vor der ersten freien Volkskammerwahl. Vom Haus der Demokratie in Leipzig wurden bis Februar 1991 insgesamt sechs Sendungen in unregelmäßigen Abständen ausgestrahlt. Das Programm umfasste unter anderem Videokunst, übersetzte Nachrichten von ausländischen Sendern, lokale Politik- und Kulturbeiträge, Diskussionsrunden und Straßenumfragen. Ein Online-Filmarchiv von Kanal X findet sich auf der von Norbert Meissner betriebenen Plattform kanalx.org.